# Lijst van voetbalinterlands Maleisië - Singapore
Deze lijst van voetbalinterlands is een overzicht van alle officiële voetbalwedstrijden tussen de nationale teams van Maleisië en Singapore. De landen hebben tot op heden 64 keer tegen elkaar gespeeld. De eerste ontmoeting, een vriendschappelijke wedstrijd, werd gespeeld in Kuala Lumpur op 2 september 1958. Het laatste duel, een groepswedstrijd tijdens de Zuidoost-Azië Cup 2024, vond plaats op 20 december 2024 in de Maleise hoofdstad.

## Wedstrijden
| №  | Plaats              | Datum             | Competitie                      | Wedstrijd            | Uitslag |
| -- | ------------------- | ----------------- | ------------------------------- | -------------------- | ------- |
| 1  | Kuala Lumpur        | 2 september 1958  | Vriendschappelijk               | Malakka − Singapore  | 0 − 0   |
| 2  | Singapore           | 11 mei 1959       | Azië Cup 1960 kwalificatie      | Singapore − Malakka  | 2 − 5   |
| 3  | Hongkong            | 24 maart 1967     | Azië Cup 1968 kwalificatie      | Maleisië − Singapore | 1 − 1   |
| 4  | Kuala Lumpur        | 21 augustus 1971  | Vriendschappelijk               | Maleisië − Singapore | 4 − 2   |
| 5  | Saigon              | 1 november 1972   | Vriendschappelijk               | Singapore − Maleisië | 3 − 1   |
| 6  | Singapore           | 4 september 1973  | Vriendschappelijk               | Singapore − Maleisië | 0 − 0   |
| 7  | Singapore           | 7 september 1973  | Vriendschappelijk               | Singapore − Maleisië | 0 − 3   |
| 8  | Bangkok             | 12 augustus 1974  | Vriendschappelijk               | Maleisië − Singapore | 0 − 0   |
| 9  | Bangkok             | 21 december 1975  | Vriendschappelijk               | Maleisië − Singapore | 0 − 0   |
| 10 | Seoel               | 13 september 1976 | Vriendschappelijk               | Maleisië − Singapore | 4 − 1   |
| 11 | Singapore           | 6 maart 1977      | WK 1978 kwalificatie            | Singapore − Maleisië | 1 − 0   |
| 12 | Bangkok             | 1 november 1977   | Vriendschappelijk               | Maleisië − Singapore | 4 − 3   |
| 13 | Bangkok             | 26 april 1978     | Vriendschappelijk               | Singapore − Maleisië | 1 − 0   |
| 14 | Bangkok             | 5 mei 1978        | Vriendschappelijk               | Maleisië − Singapore | 3 − 2   |
| 15 | Jakarta             | 16 juni 1978      | Vriendschappelijk               | Singapore − Maleisië | 1 − 1   |
| 16 | Kuala Lumpur        | 27 juli 1978      | Vriendschappelijk               | Maleisië − Singapore | 6 − 0   |
| 17 | Kuala Lumpur        | 27 juni 1979      | Vriendschappelijk               | Maleisië − Singapore | 3 − 0   |
| 18 | Jakarta             | 23 september 1979 | Zuidoost-Aziatische Spelen 1979 | Singapore − Maleisië | 0 − 2   |
| 19 | Bangkok             | 25 november 1979  | Vriendschappelijk               | Maleisië − Singapore | 0 − 4   |
| 20 | Bangkok             | 11 november 1981  | Vriendschappelijk               | Singapore − Maleisië | 1 − 0   |
| 21 | Manilla             | 13 december 1981  | Zuidoost-Aziatische Spelen 1981 | Maleisië − Singapore | 1 − 1   |
| 22 | Singapore           | 5 oktober 1982    | Vriendschappelijk               | Singapore − Maleisië | 0 − 1   |
| 23 | Singapore           | 28 mei 1983       | Zuidoost-Aziatische Spelen 1983 | Singapore − Maleisië | 2 − 1   |
| 24 | Kuala Lumpur        | 12 augustus 1984  | Vriendschappelijk               | Maleisië − Singapore | 1 − 0   |
| 25 | Singapore           | 18 augustus 1984  | Vriendschappelijk               | Singapore − Maleisië | 0 − 0   |
| 26 | Singapore           | 20 oktober 1985   | Vriendschappelijk               | Singapore − Maleisië | 2 − 0   |
| 27 | Singapore           | 23 oktober 1985   | Vriendschappelijk               | Singapore − Maleisië | 4 − 0   |
| 28 | Bangkok             | 15 december 1985  | Zuidoost-Aziatische Spelen 1985 | Singapore − Maleisië | 2 − 2   |
| 29 | Singapore           | 26 augustus 1986  | Vriendschappelijk               | Singapore − Maleisië | 4 − 0   |
| 30 | Jakarta             | 10 september 1987 | Zuidoost-Aziatische Spelen 1987 | Singapore − Maleisië | 0 − 0   |
| 31 | Seoel               | 25 mei 1989       | WK 1990 kwalificatie            | Maleisië − Singapore | 1 − 0   |
| 32 | Singapore           | 3 juni 1989       | WK 1990 kwalificatie            | Singapore − Maleisië | 2 − 2   |
| 33 | Kuala Lumpur        | 30 augustus 1989  | Zuidoost-Aziatische Spelen 1989 | Maleisië − Singapore | 3 − 1   |
| 34 | Singapore           | 13 september 1990 | Vriendschappelijk               | Singapore − Maleisië | 3 − 0   |
| 35 | Singapore           | 19 april 1992     | Azië Cup 1992 kwalificatie      | Singapore − Maleisië | 1 − 1   |
| 36 | Kuala Lumpur        | 5 februari 1993   | Vriendschappelijk               | Maleisië − Singapore | 2 − 1   |
| 37 | Singapore           | 1 september 1996  | Zuidoost-Azië Cup 1996          | Singapore − Maleisië | 1 − 1   |
| 38 | Shah Alam           | 23 februari 1997  | Vriendschappelijk               | Maleisië − Singapore | 0 − 0   |
| 39 | Hanoi               | 26 augustus 1998  | Zuidoost-Azië Cup 1998          | Maleisië − Singapore | 0 − 2   |
| 40 | Bandar Seri Begawan | 31 juli 1999      | Zuidoost-Aziatische Spelen 1999 | Singapore − Maleisië | 2 − 1   |
| 41 | Dubai               | 28 december 1999  | Vriendschappelijk               | Maleisië − Singapore | 1 − 0   |
| 42 | Singapore           | 7 februari 2000   | Vriendschappelijk               | Singapore − Maleisië | 3 − 1   |
| 43 | Songkhla            | 13 november 2000  | Zuidoost-Azië Cup 2000          | Maleisië − Singapore | 1 − 0   |
| 44 | Kuantan             | 16 juli 2002      | Vriendschappelijk               | Maleisië − Singapore | 1 − 2   |
| 45 | Singapore           | 18 december 2002  | Zuidoost-Azië Cup 2002          | Singapore − Maleisië | 0 − 4   |
| 46 | Kuala Lumpur        | 12 juli 2004      | Vriendschappelijk               | Maleisië − Singapore | 2 − 0   |
| 47 | Singapore           | 4 juni 2005       | Vriendschappelijk               | Singapore − Maleisië | 2 − 0   |
| 48 | George Town         | 8 juni 2005       | Vriendschappelijk               | Maleisië − Singapore | 1 − 2   |
| 49 | Singapore           | 31 mei 2006       | Vriendschappelijk               | Singapore − Maleisië | 0 − 0   |
| 50 | Seremban            | 3 juni 2006       | Vriendschappelijk               | Maleisië − Singapore | 0 − 0   |
| 51 | Shah Alam           | 23 januari 2007   | Zuidoost-Azië Cup 2007          | Maleisië − Singapore | 1 − 1   |
| 52 | Singapore           | 27 januari 2007   | Zuidoost-Azië Cup 2007          | Singapore − Maleisië | 1 − 1   |
| 53 | Petaling Jaya       | 29 november 2008  | Vriendschappelijk               | Maleisië − Singapore | 2 − 2   |
| 54 | Singapore           | 23 juli 2011      | WK 2014 kwalificatie            | Singapore − Maleisië | 5 − 3   |
| 55 | Kuala Lumpur        | 28 juli 2011      | WK 2014 kwalificatie            | Maleisië − Singapore | 1 − 1   |
| 56 | Singapore           | 8 juni 2012       | Vriendschappelijk               | Singapore − Maleisië | 2 − 2   |
| 57 | Shah Alam           | 12 juni 2012      | Vriendschappelijk               | Maleisië − Singapore | 2 − 0   |
| 58 | Kuala Lumpur        | 25 november 2012  | Zuidoost-Azië Cup 2012          | Maleisië − Singapore | 0 − 3   |
| 59 | Singapore           | 29 november 2014  | Zuidoost-Azië Cup 2014          | Singapore − Maleisië | 1 − 3   |
| 60 | Singapore           | 7 oktober 2016    | Vriendschappelijk               | Singapore − Maleisië | 0 − 0   |
| 61 | Kuala Lumpur        | 20 maart 2019     | Vriendschappelijk               | Maleisië − Singapore | 0 − 1   |
| 62 | Singapore           | 26 maart 2022     | Vriendschappelijk               | Singapore − Maleisië | 2 − 1   |
| 63 | Kuala Lumpur        | 3 januari 2023    | Zuidoost-Azië Cup 2022          | Maleisië − Singapore | 4 − 1   |
| 64 | Kuala Lumpur        | 20 december 2024  | Zuidoost-Azië Cup 2024          | Maleisië − Singapore | 0 − 0   |

## Samenvatting
| Competitie                 | Totaal gespeeld | Winst Maleisië | Gelijk | Winst Singapore | Doelsaldo Maleisië – Singapore |
| -------------------------- | --------------- | -------------- | ------ | --------------- | ------------------------------ |
| WK-kwalificatie            | 5               | 1              | 2      | 2               | 7 − 9                          |
| Azië Cup-kwalificatie      | 3               | 1              | 2      | 0               | 7 − 4                          |
| Zuidoost-Azië Cup          | 11              | 4              | 4      | 3               | 16 − 12                        |
| Zuidoost-Aziatische Spelen | 6               | 2              | 3      | 1               | 9 − 6                          |
| Vriendschappelijk          | 39              | 13             | 12     | 14              | 46 − 48                        |
| Totaal                     | 64              | 21             | 23     | 20              | 85 − 79                        |

FAM · 
A-internationals · 
Maleisisch vrouwenelftal
Afghanistan ·
Algerije ·
Australië ·
Bahrein ·
Bangladesh ·
Bhutan ·
Bosnië en Herzegovina ·
Brazilië ·
Brunei ·
Cambodja ·
Canada ·
China ·
Engeland ·
Fiji ·
Filipijnen ·
Finland ·
Ghana ·
Hongkong ·
India ·
Indonesië ·
Irak ·
Iran ·
Israël ·
Jamaica ·
Japan ·
Jemen ·
Jordanië ·
Kenia ·
Kirgizië ·
Koeweit ·
Laos ·
Lesotho ·
Libanon ·
Liberia ·
Libië ·
Liechtenstein ·
Macau ·
Malediven ·
Marokko ·
Mongolië ·
Myanmar ·
Nepal ·
Nieuw-Zeeland ·
Noord-Korea ·
Oezbekistan ·
Oman ·
Oost-Timor ·
Pakistan ·
Palestina ·
Papoea-Nieuw-Guinea ·
Qatar ·
Saoedi-Arabië ·
Salomonseilanden ·
Senegal ·
Singapore ·
Sri Lanka ·
Syrië ·
Tadzjikistan ·
Taiwan ·
Thailand ·
Turkije ·
Turkmenistan ·
Uruguay ·
Verenigde Arabische Emiraten ·
Vietnam ·
Zuid-Korea ·
Zuid-Vietnam ·
Zweden
FAS · 
Lijst van A-internationals · 
Singaporees vrouwenelftal
1960 – 1969 ·
1970 – 1979 ·
1980 – 1989 ·
1990 – 1999 ·
2000 – 2009 ·
2010 – 2019
Afghanistan ·
Argentinië ·
Australië · 
Azerbeidzjan · 
Bahrein · 
Bangladesh · 
Brunei · 
Cambodja · 
Canada · 
China · 
Denemarken · 
Fiji ·
Filipijnen · 
Finland · 
Ghana · 
Guam ·
Hongkong · 
India · 
Indonesië · 
Irak · 
Iran · 
Israël · 
Japan · 
Jemen ·
Jordanië · 
Kazachstan · 
Kirgizië · 
Koeweit · 
Laos · 
Libanon · 
Macau · 
Malediven · 
Maleisië · 
Mauritius ·
Mongolië · 
Myanmar · 
Nepal · 
Nieuw-Zeeland · 
Noord-Korea · 
Noorwegen · 
Oezbekistan · 
Oman · 
Oost-Timor · 
Pakistan · 
Palestina · 
Papoea-Nieuw-Guinea ·
Polen · 
Qatar ·
Salomonseilanden · 
Saoedi-Arabië · 
Sri Lanka · 
Syrië · 
Tadzjikistan · 
Taiwan · 
Thailand · 
Turkmenistan · 
Uruguay · 
Verenigde Arabische Emiraten · 
Vietnam · 
Zuid-Korea · 
Zuid-Vietnam · 
Zweden